# Ramularia lysimachiae
Ramularia lysimachiae är en svampart som beskrevs av Thüm. 1874. Ramularia lysimachiae ingår i släktet Ramularia och familjen Mycosphaerellaceae.   Inga underarter finns listade i Catalogue of Life.